# Barnás virágcincér
A barnás virágcincér (Pseudovadonia livida) a rovarok (Insecta) osztályának bogarak (Coleoptera) rendjébe, ezen belül a mindenevő bogarak (Polyphaga) alrendjébe és a  cincérfélék (Cerambycidae) családjába tartozó faj.

## Előfordulása
A barnás virágcincér egész Európában, a síkságoktól a magashegységekig honos. Rendszeresen előfordul és gyakori, olykor kis területeken nagy egyedszámban jelenik meg.

## Megjelenése
Ez a cincérfaj 0,6-1 centiméter hosszú. Sárgásbarna szárnyfedőiről, tojásdad, erősen boltozatos, ívelt oldalú előhátáról jól felismerhető. Teste fekete, szőrzete sárgás. Csápja vastag.

## Életmódja
A cincérek eme faja virágos rétek és erdők közelében él. A bogarak fészkesvirágú növényeken, főleg cickafarkon (Achillea) virágport és nektárt fogyasztanak. A lárvák a fák rostjaival táplálkoznak. A középbelük elülső végén levő redők sejtjeiben élesztőszerű szimbiotikus mikroorganizmusok találhatók, melyek a farostok megemésztését és felhasználását teszik lehetővé a lárvák számára.

## Szaporodása
A barnás virágcincér júliustól augusztusig repül. A nőstények különleges kialakítású tojócsövükkel a humuszrétegbe vagy a föld felszíne alatt fekvő ágrésekbe rakják petéiket. Fontos követelmény, hogy az aljzat száraz és meleg legyen. A lárvák sohasem hagyják el a talajt, 2-6 centiméter mélységben tartózkodnak. A második év őszén bábbölcsőt készítenek, amelyben áttelelnek. Bebábozódásukra csak tavasszal kerül sor. A bogarak mintegy 2 hét múlva bújnak ki a bábból. Teljes színezetüket további 8-10 nap múlva nyerik el.